# Eduard von Bauernfeld

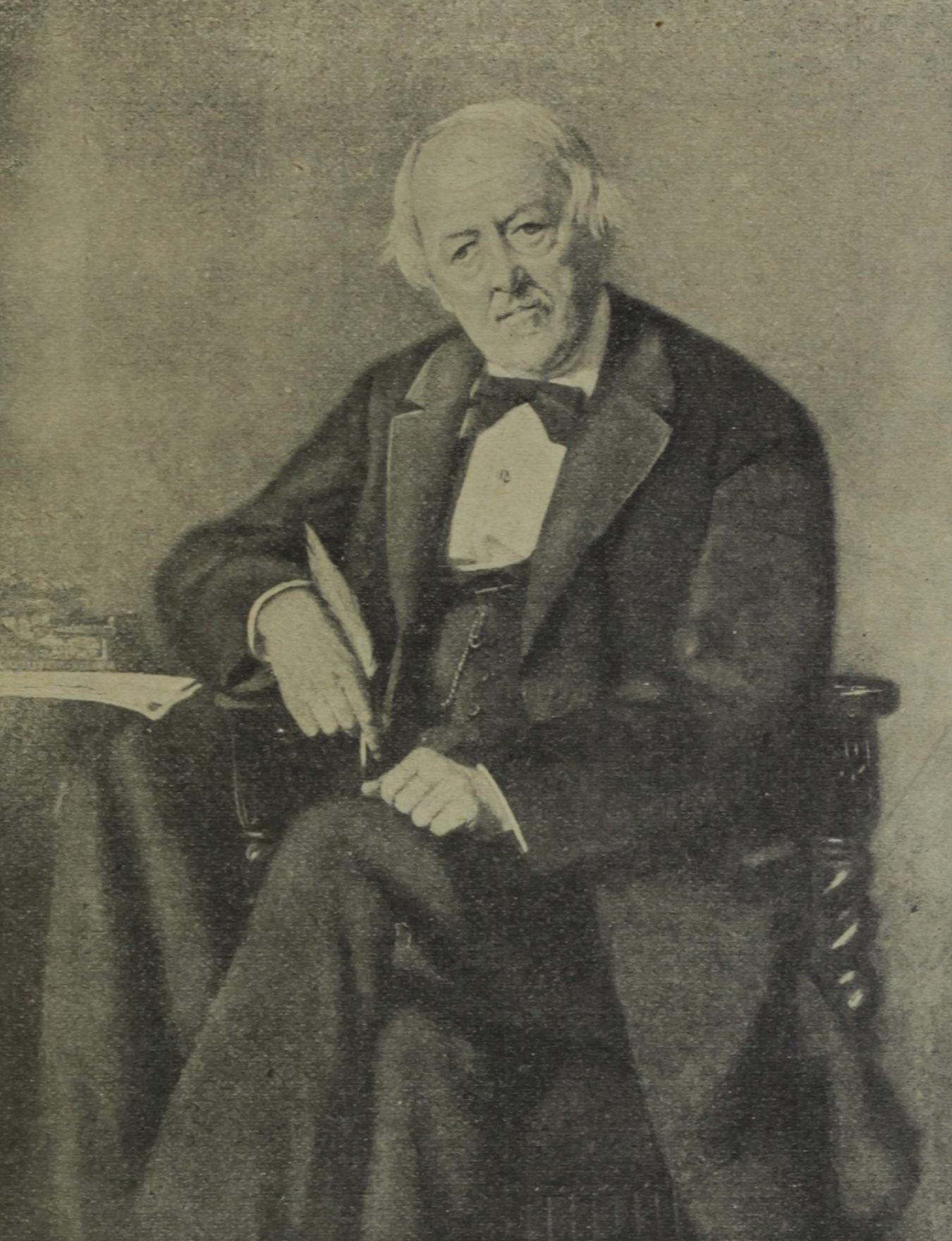
Eduard von Bauernfeld

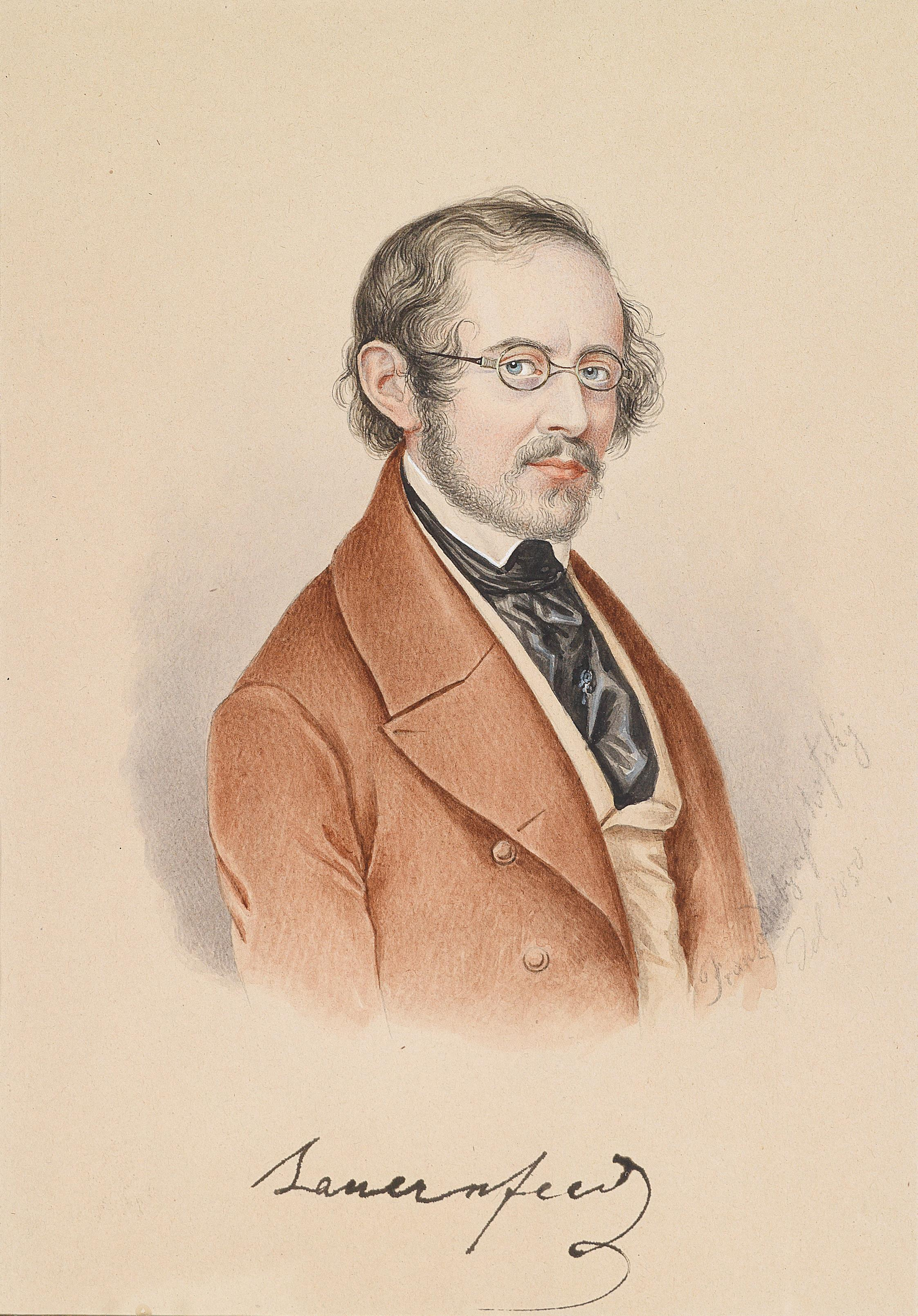
Eduard von Bauernfeld, Porträt von Franz Dobiaschofsky, 1850

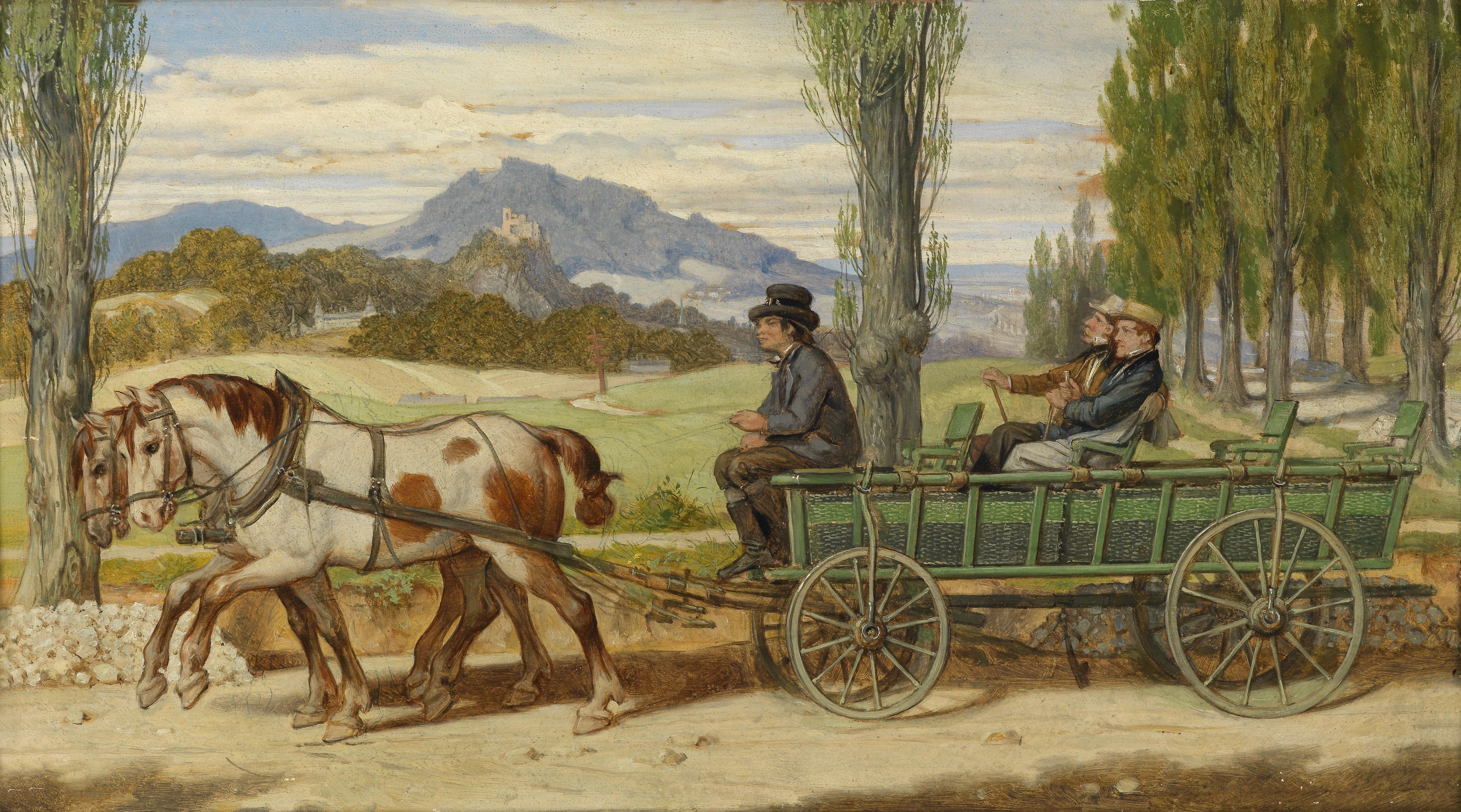
Im Gemälde Die Landpartie hält der Maler Moritz von Schwind einen gemeinsamen Ausflug mit Eduard von Bauernfeld fest.

Eduard von Bauernfeld (Pseudonyme: Rusticocampius, Feld) (* 13. Jänner 1802 in Wien; † 9. August 1890 in Oberdöbling bei Wien) war ein österreichischer Schriftsteller.

## Leben
Eduard von Bauernfeld besuchte das Schottengymnasium in Wien. In dieser Zeit besuchte er das Haus des Pädagogen Cajetan Giannatasio del Rio, wo Ludwig van Beethovens Neffe Karl von 1816 bis 1818 untergebracht war. Dort machte er die Bekanntschaft Beethovens, der ihn später aufforderte, ein Opernlibretto Brutus zu verfassen. Das Projekt wurde jedoch nicht realisiert. In Wien studierte Bauernfeld von 1819 bis 1821 Philosophie und danach bis 1825 Rechtswissenschaften. Während seines Studiums wurde er 1819 Mitglied im Wiener burschenschaftlichen Kreis.
Ab 1. September 1826 arbeitete Bauernfeld als Konzeptspraktikant bei der niederösterreichischen Regierung, ab 1827 war er Konzeptspraktikant im Kreisamt für das Viertel unter dem Wienerwald und 1830 wechselte er über Empfehlung seines Freundes Karl Enderes als Praktikant in die Hofkammer. Ab 1843 war er Beamter bei der Lottodirektion.
Daneben war er als Schriftsteller tätig und kritisierte als Vertreter des großdeutsch-liberalen Bürgertums 1846 mit seinem Lustspiel Großjährig die Zustände des Vormärz. 1848 wurde er Mitglied der Akademie der Wissenschaften und noch im selben Jahr aus dem Staatsdienst entlassen. Danach arbeitete Bauernfeld als freier Schriftsteller und avancierte schließlich zu einem der erfolgreichsten Lustspieldichter Österreichs. Eduard von Bauernfeld war publizistisch auch für die Wiener Zeitung tätig: Er war der erste offizielle „Theaterreferent“ des Blatts.

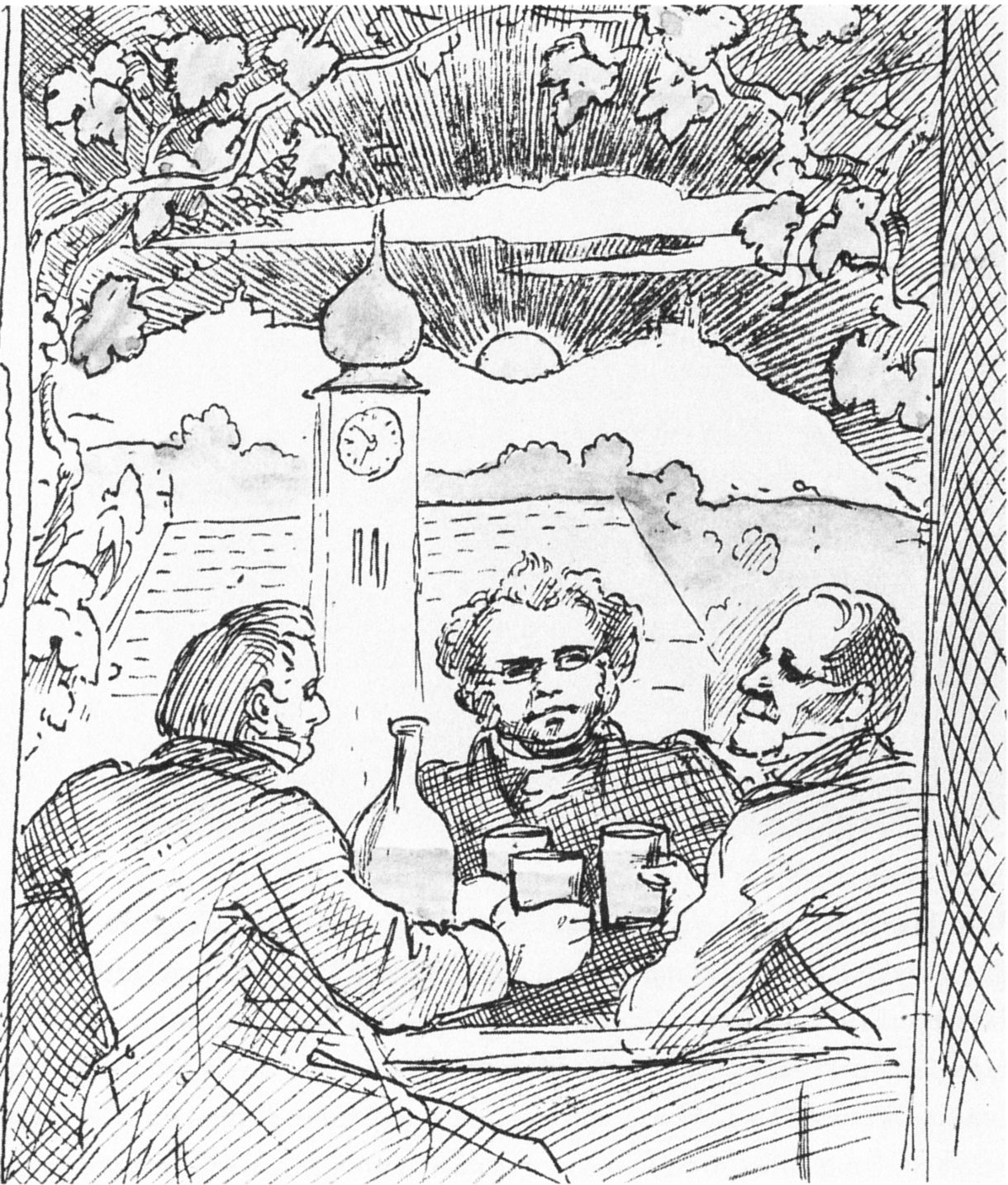
Franz Lachner (links), Franz Schubert und Bauernfeld (rechts) beim Heurigen (Skizze von Moritz von Schwind, 1862)

Er gilt als Meister des Konversationsstücks mit Wiener Lokalkolorit und wurde zum Hausdichter des Burgtheaters, in dem seine Stücke bis 1902 etwa 1100 Aufführungen erlebten. Er schrieb auch politische Stücke und kam darum öfters mit der Zensur in Konflikt. Sein Werk Die Republik der Tiere kritisierte die Verhältnisse in Österreich zu Zeiten Metternichs und ist durchaus mit Animal Farm von George Orwell zu vergleichen. Zu seinem 70. Geburtstag erhielt er von der Concordia einen metallenen Lorbeerkranz. Anlässlich seines 80. Geburtstags 1882 wurde Bauernfeld die Ehrenbürgerschaft der Stadt Wien verliehen, 1883 das Ehrendoktorat der Universität Wien.
Bauernfeld pflegte enge Kontakte und Freundschaften zu bekannten Persönlichkeiten wie Moritz von Schwind, Franz Schubert, Franz von Schober, Ernst von Feuchtersleben, Nikolaus Lenau, Johann Gabriel Seidl und Franz Grillparzer.
Bauernfelds Grab befindet sich auf dem Wiener Zentralfriedhof.

## Ehrungen und Gedenken

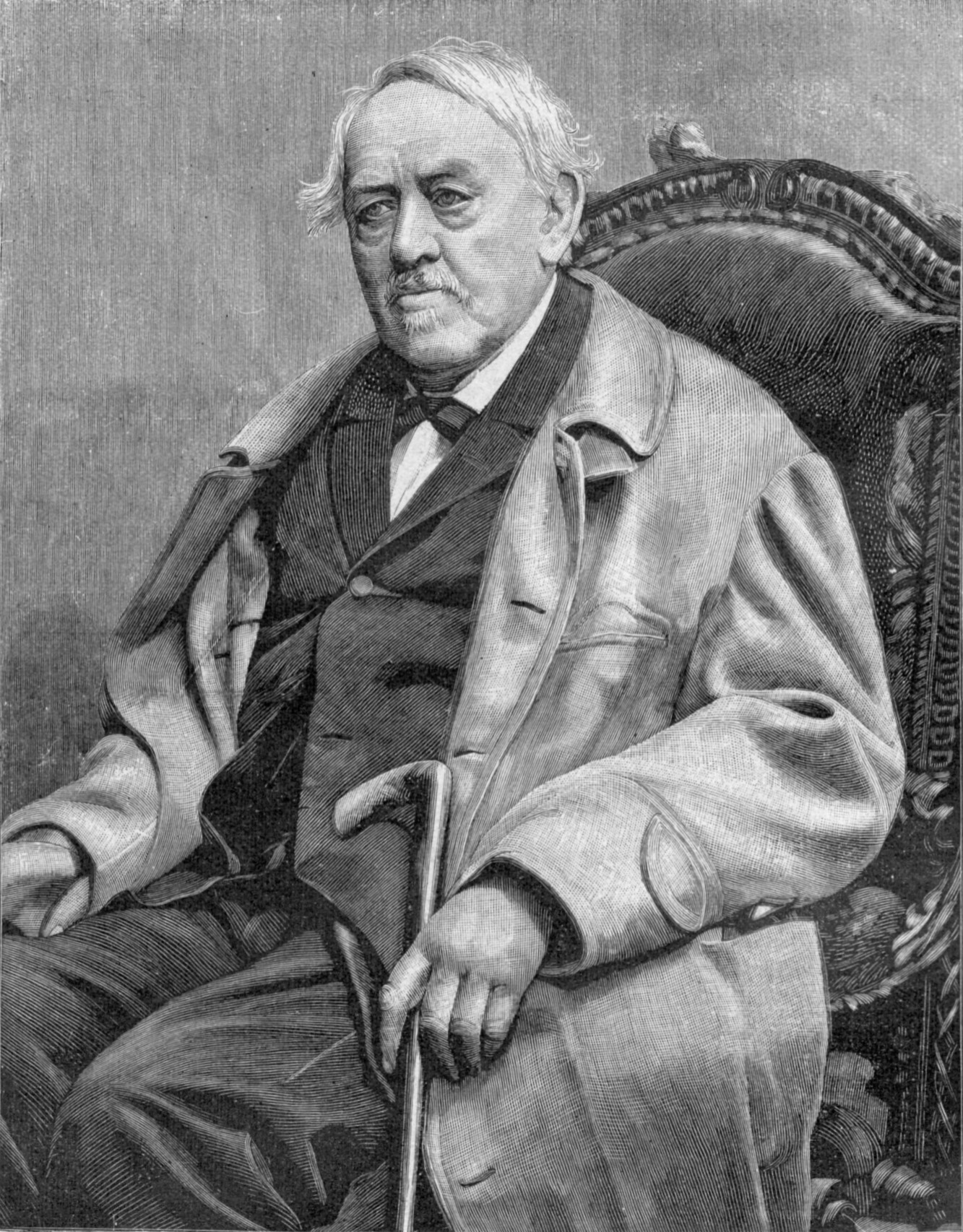
Bild aus den letzten Lebensjahren

1890 wurden in Wien-Alsergrund (9. Bezirk) der Bauernfeldplatz und 1904 in Döbling (19. Bezirk) die Bauernfeldgasse nach ihm benannt.
Im Bezirksmuseum Döbling erinnert ein Raum an die Lebensjahre Eduard von Bauernfelds in Döbling und an sein Werk.
Zwischen 1894 und 1923 wurde der von Bauernfeld testamentarisch gestiftete Bauernfeld-Preis verliehen.

## Werke (Auswahl)
- Der Magnetiseur. Lustspiel. Mausberger, Wien 1823.
- Leichtsinn aus Liebe, oder, Täuschungen. Lustspiel in vier Acten. Sollinger, Wien 1833.
- Das letzte Abenteuer. Lustspiel. Wallishausser, Wien 1834.
- Das Tagebuch. Lustspiel in 1 Akt. 1837.
- Zwei Familien. Drama. Mausberger, Wien 1840.
- Die Geschwister von Nürnberg. Lustspiel in vier Aufzügen. Doll, Wien 1840.
- Die Zugvögel. Lustspiel in zwei Aufzügen. Klopf & Eurich, Wien 1840.
- Großjährig. Lustspiel in zwei Aufzügen. Wallishauser, Wien 1846.
- Die Republik der Thiere. Phantastisches Drama sammt Epilog. Seidel, Wien 1848. (Digitalisat)
- Zu Hause. Familien-Scenen in einem Aufzug. Ullrich, Wien 1852.
- Im Alter. Häusliche Scenen in einem Aufzug. Holding, Wien 1853.
- Excellenz oder: Der Backfisch. Lustspiel in 1 Act. Selbstverlag, Wien 1865.
- Frauenfreundschaft. Lustspiel in 1 Akt. Kraatz, Wien 1865.
- Aus der Gesellschaft. Schauspiel in 4 Akten. Schweiger, Wien 1867.
- Gesammelte Schriften. 12 Bde. Braumüller, Wien 1871–1873.
- Aus Alt- und Neu-Wien. Braumüller, Wien 1872.
- Der Alte vom Berge. Schauspiel in einem Akt. Schellenberg, Wiesbaden 1873. (Digitalisat)
- Die reiche Erbin. Lustspiel in einem Akt. Mutze, Leipzig 1876.
- Die Verlassenen. Lustspiel in einem Act. Rosner, Wien 1878.
- Dramatischer Nachlaß. Hrsg. von Ferdinand von Saar. Cotta, Stuttgart 1893.
- Bürgerlich und romantisch. Lustspiel in 4 Aufzügen. Nach den Soufflierbüchern der Hofschauspiele in Wien u. Berlin. Reclam, Leipzig [1897]. (Entstanden schon 1835)